# Kaiserliche Armee (HRR)

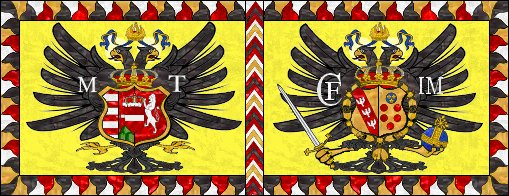
Fahne der Linieninfanterie während des Siebenjährigen Krieges. Auf einer Seite sind die Initialen MT für Kaiserin Maria Theresia.

Die Kaiserliche Armee, Kaiserliche Truppen, kurz Kaiserliche (zwischen 1740 und 1745 Königlich Ungarische Armee, ab 1745 römisch-kaiserlich-königlich oder kaiserlich-königlich), war die Armee der Habsburgermonarchie in der Frühen Neuzeit, weshalb man sie im 18. Jahrhundert zunehmend als „Österreicher“ bezeichnete, obwohl die Truppen im ganzen Reich geworben wurden. Die Kaiserliche Armee ist zu unterscheiden von der Reichsarmee, die nur mit Zustimmung des Reichstages eingesetzt werden konnte.

## Allgemeines

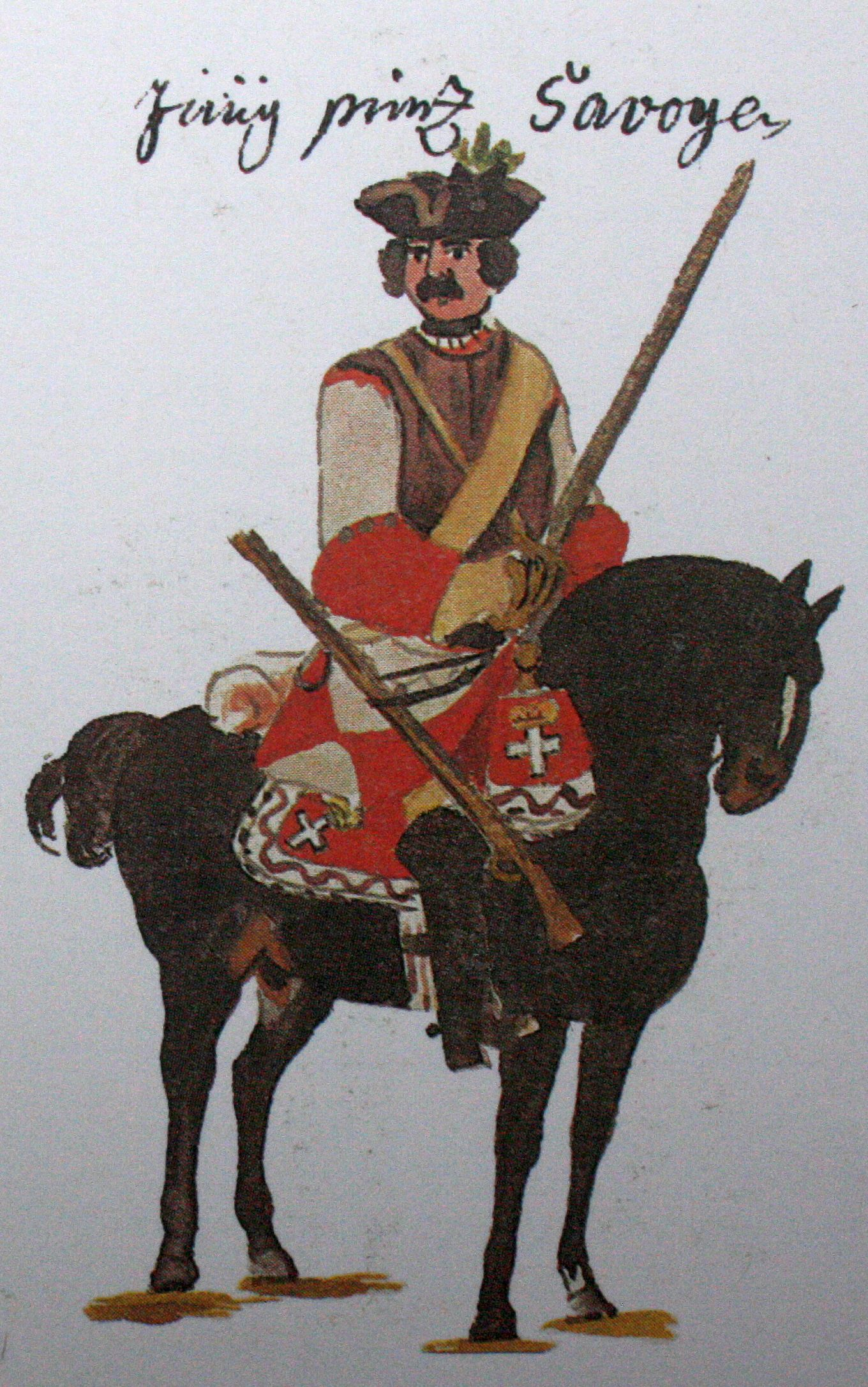
Ein kaiserlicher Kürassier im Polnischen Thronfolgekrieg vor Philippsburg 1734 („Jung-Savoyen“ – Zeitgenössische Gudenus-Handschrift)

Die Habsburger stellten seit der Frühen Neuzeit fast durchgängig die römisch-deutschen Kaiser. Kaiser war ein Titel, der nicht an ein Fürstentum, sondern an eine Person gebunden war. Als das Haus Habsburg 1740 im Mannesstamm ausstarb, wurde die Armee daher als Königlich Ungarische Armee bezeichnet.
Die vom Kaiser aufgestellte Armee hatte Privilegien im ganzen Heiligen Römischen Reich. Im Gegensatz zu den Reichsfürstentümern hatte der Kaiser u. a. das Recht, in den Reichsstädten Truppen zu werben. Lediglich die Kurfürstentümer blieben für die kaiserliche Werbung der Soldaten ausgeschlossen. Alle anderen Territorien konnten die Rekrutierung nicht unterbinden.
Unabhängig von der kaiserlichen Werbung stellte der Reichstag die Reichsarmee auf, die „Truppen des Reiches“, deren Regimenter von den Reichskreisen gestellt wurden.

## Königlich Ungarische Armee

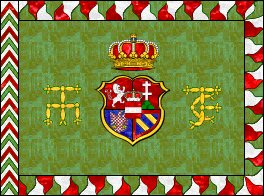
Die königlich ungarische Fahne der habsburgischen Truppen. Der kaiserliche Adler durfte 1743 nicht mehr gezeigt werden.

Im kaiserlichen Interregnum 1740–1742 waren habsburgische Truppen nicht mehr die Armee des Kaisers, sondern der Königin von Ungarn. Im Österreichischen Erbfolgekrieg kämpfte Königin Maria Theresia und mit ihr das österreichische Haus Habsburg um das Überleben im europäischen Mächtesystem. Ihr Kampf um die römische Kaiserwürde für ihren Ehemann Franz Stephan von Lothringen ging zunächst verloren. Mit der Inthronisation Kaiser Karls VII. aus dem Haus Wittelsbach galt ab 1742 die Bayerische Armee als kaiserlich. Österreichs Gegner, der preußische König  Friedrich II., ließ daher im Zweiten Schlesischen Krieg die Preußische Armee als „kaiserliche Hilfstruppen“ auftreten.

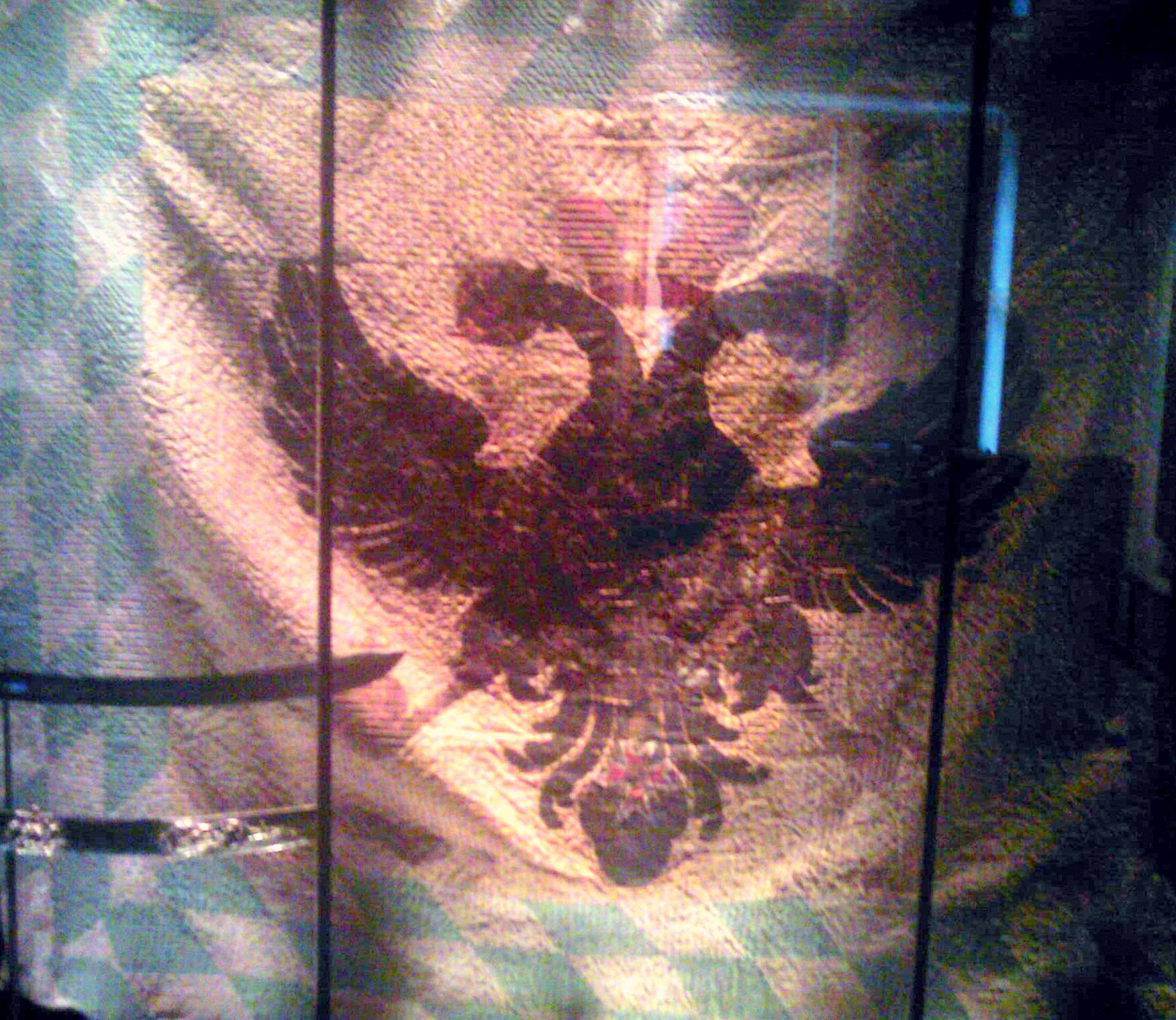
Eine kaiserlich bayerische Fahne 1745. Der Kaiseradler auf goldenem Grund wurde auf die kurbayerische Fahne aufgenäht. Musée de l’Armée, Paris

Ein Jahr nach dem Verlust der Kaiserwürde hatte die ungarische Königin und österreichische Erzherzogin ihren Truppen Grün statt Gold für die Offiziersschärpen und die Truppenfahnen vorgeschrieben. Gold galt stets als kaiserliches Attribut.

## Römisch Kaiserlich-Königliche Armee
Nach der Wahl Franz Stephans zum Kaiser im Jahr 1745 bekamen die Truppen die kaiserlichen Zeichen zurück. Maria Theresia ließ sich zwar Kaiserin nennen, legte aber auf die Krönung als Kaiserin keinen Wert. Dies drückte sich auch in der Benennung ihrer Armee aus, die nun „römisch kaiserlich-königlich“ lautete. Der Begriff österreichisch setzte sich umgangssprachlich verkürzend im Siebenjährigen Krieg (1756–1763) und in den nachfolgenden Auseinandersetzungen im Bayerischen Erbfolgekrieg (1778/1779), im Russisch-Österreichischen Türkenkrieg (1787–1792) und in den Koalitionskriegen durch. Die preußische und protestantische Publizistik verlor zunehmend das Interesse an einer universellen Reichsidee, die lange Zeit eine besondere Stellung der kaiserlichen Truppen anerkannte. Auch Maria Theresias Sohn Kaiser Joseph II. leistete mit seinen zentralisierenden Reformen, die einen österreichischen Territorialstaat förderten, einer kaiserlichen Reichspolitik immer weniger Vorschub. Schon 1804 wurde die österreichische Kaiserwürde eingeführt. Erst zwei Jahre später legte der österreichische Kaiser auch die römisch-deutsche Kaiserwürde ab. Aus verbliebenen Teilen der römisch kaiserlich-königlichen Armee wurde die österreichische Kaiserlich-Königliche Armee.

## Einsatz der habsburgischen kaiserlichen Armee
Kaiserliche Truppen kämpften in der Frühen Neuzeit in allen das Reich betreffenden Kriegen, meist im Verbund mit der Reichsarmee und zusätzlichen Territorialtruppen.
Der Dreißigjährige Krieg bewirkte eine ungemein starke Rüstung des Kaisers. 1635 erreichte die Armee den Höchststand von 65 Regimentern zu Fuß, mit einer Nominalstärke von je 3000 Mann. Insgesamt wurden im Laufe des Krieges 532 Regimenter gegründet und entlassen. 1648 verblieben nur 9 Regimenter zu Fuß, 9 zu Pferde und das Dragonerregiment La Corona.
Nach und nach entwickelte sich aus den zahlreichen kriegerischen Auseinandersetzungen ein stehendes kaiserliches Heer heraus. Von 49 für den Zweiten Nordischen Krieg ausgehobenen Regimentern verblieben 1660 23. Die 1660er Jahre brachten 28, das Folgejahrzehnt weitere 27 Regimentsneuaufstellungen.
An folgenden Kriegen und Feldzügen nahm die Armee teil:
- Dreißigjähriger Krieg (1618–1648)
- Mantuanischer Erbfolgekrieg (1628–1631): 1629–1630: Feldzüge im Piemont und der Lombardei
- Zweiter Nordischer Krieg (1655–1660): Polnischer Auxiliar-Krieg 1657–1660: 1657 Feldzug in Polen, 1658 in Polen und Holstein, 1659 in Holstein und Pommern, 1660 in Norddeutschland
- Kämpfe in Ungarn und Siebenbürgen (1658–1662)
- Türkenkrieg (1663–1664): 1663 Feldzug in Nieder-Ungarn und an der Donau; 1664 in Ober- und Nieder-Ungarn
- Unterdrückung der Magnatenverschwörung 1670 in Ober-Ungarn und an der steyerisch-kroatischen Grenze
- Erster Kuruzenfeldzug (1672–1682)
- Holländischer Krieg/Nordischer Krieg (1673–1679)
- Großer Türkenkrieg (1683–1699)
- Pfälzischer Erbfolgekrieg (1688–1697)
- Spanischer Erbfolgekrieg (1701–1714)
- Krieg gegen Franz Rákóczi (1703–1711)
- Venezianisch-Österreichischer Türkenkrieg (1714–1718) Feldzüge 1716–1718
- Krieg der Quadrupelallianz (1717–1720) Feldzüge 1718–1720
- Hilfszug in Korsika (1731–1732)
- Polnischer Thronfolgekrieg (1732–1735)
- Russisch-Österreichischer Türkenkrieg (1736–1739) Feldzüge 1737–1739
- Verlust der Kaiserwürde 1740: Kämpfe als Königlich Ungarische Armee im Österreichischen Erbfolgekrieg (1740–1748)
- Siebenjähriger Krieg (1756–1763)
- Bayerischer Erbfolgekrieg (1778–1779)
- Niederschlagung des Horea-Aufstand in Siebenbürgen 1784
- Scheldekrieg mit Holland von 1784–1785
- Russisch-Österreichischer Türkenkrieg (1787–1792) Feldzüge 1788–1790
- Feldzug gegen die Brabanter Revolution (1789–1790)
- Erster Koalitionskrieg (1792–1797)
- Zweiter Koalitionskrieg (1798–1801)
- Dritter Koalitionskrieg (1805)

Mit der Niederlegung der römisch-deutschen Kaiserwürde durch Franz II. 1806 endet diese Liste.